# Coyutla, Hidalgo
Coyutla är en ort i Mexiko.   Den ligger i kommunen Tepehuacán de Guerrero och delstaten Hidalgo, i den sydöstra delen av landet, 180 km norr om huvudstaden Mexico City. Coyutla ligger 1 388 meter över havet och antalet invånare är 414.
Terrängen runt Coyutla är bergig åt sydväst, men åt nordost är den kuperad. Coyutla ligger uppe på en höjd. Runt Coyutla är det ganska glesbefolkat, med 43 invånare per kvadratkilometer. Närmaste större samhälle är Acoyotla, 10,5 km nordost om Coyutla. I omgivningarna runt Coyutla växer i huvudsak städsegrön lövskog.